# Elisabeth Plainacher
Elisabeth Plainacher, también Elsa Plainacher, (alrededor de 1513, Pielamund - 27 de septiembre de 1583, Viena) fue una mujer austriaca condenada y ejecutada por bruja. Fue la única persona ejecutada por brujería en la ciudad de Viena.

## Vida

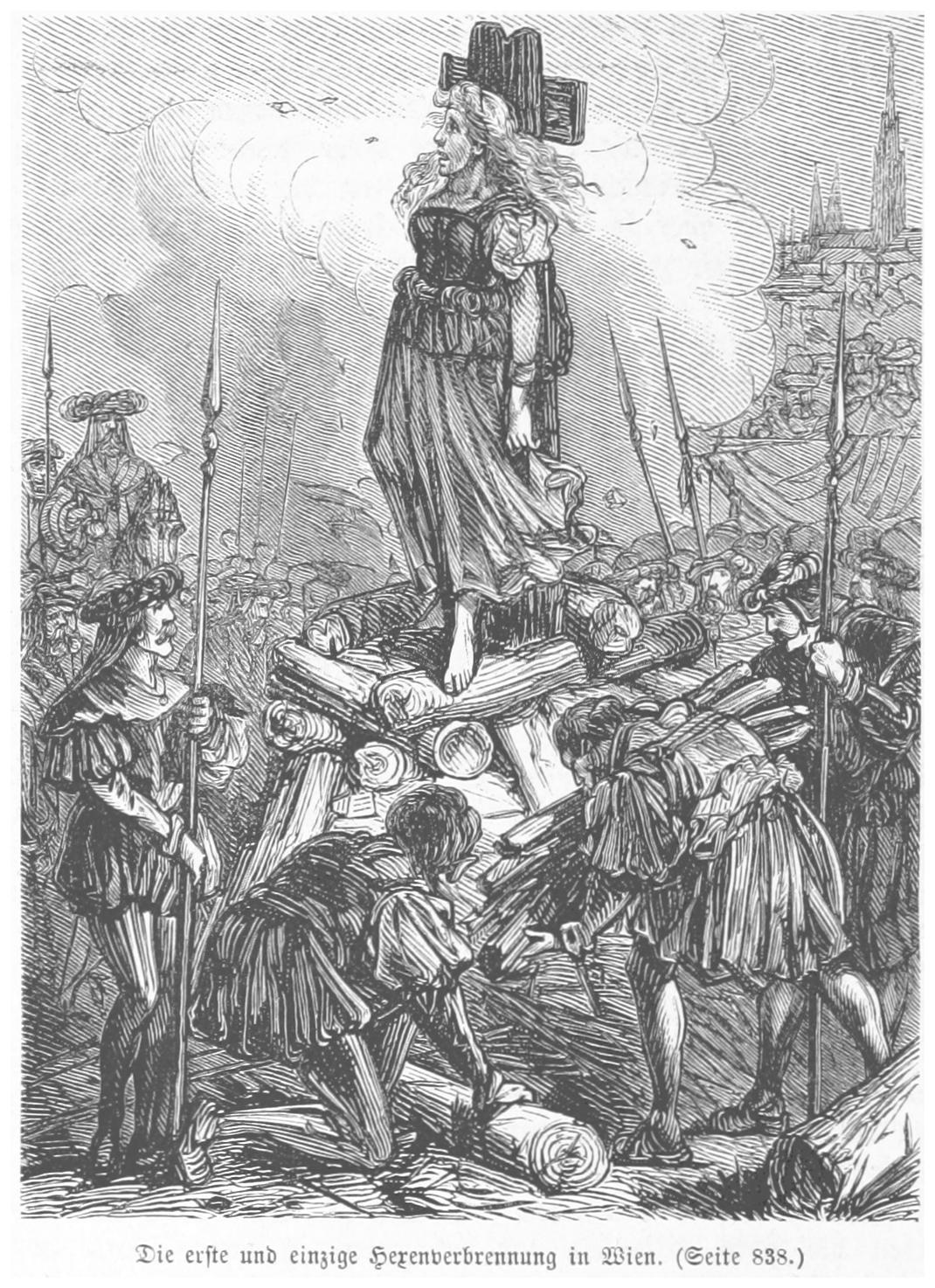
La quema en la hoguera de Elisabeth Pleinacher en Viena. (M. Bermann, 1880).

Elsa Plainacher nació alrededor de 1513 como Elisabeth Holtzgassner en Pielamund, un pequeño asentamiento cerca de la ciudad de Melk en la Baja Austria, en la confluencia del río Pielach y el Danubio.
Sus padres tenían un molino (el Hoffmüll) en la margen derecha del Pielach en nombre de los gobernantes (probablemente la abadía de Melk). El sitio original de este molino se ha sedimentado y ya no se puede encontrar. Tenía varios hermanos, pero solo se conoce por su nombre al "Schiffmann" Vitus Holtzgassner, que más tarde vivió en Melk.
Muy joven, Elsa tuvo un hijo ilegítimo de un trabajador del molino llamado Hoisl, que es un apellido común pero también podría ser una corrupción de un nombre. Dado que el niño no aparece en su vida posterior, debió morir pronto. La mortalidad infantil era muy alta en ese momento.
Elsa se casó luego con un molinero, del que no se sabe nada más que el apellido Paumgartner. Sus dos hijos mencionados en los documentos provinieron de este matrimonio: Achatius, quien se hizo cargo del molino de su padre y se hizo rico, y Margareth. Una vez viuda, siguió otro matrimonio con un pequeño campesino apellidado Plainacher. Es probable que este hombre administrara una granja señorial (la de von Grünbichl de Kilb) como arrendatario. Esta granja probablemente bordeaba el Gschwendthof en el municipio de Rammersdorf en la Baja Austria cerca de Sankt Pölten. Su propietario era Georg Achaz Mattseber zu Goldegg, y ella misma estaba subordinada a la administración de la corte provincial de Volkert, Freiherr von Auersperg.
Su hija Margareth se casó con el granjero Georg Schlutterbauer de Strannersdorf en el municipio de Mank alrededor de 1550. Margareth y Georg primero tuvieron tres hijos seguidos, Catharina, Ursula y Hensel (Hans). Después, pasaron diez años hasta que nació el cuarto vástago, Anna. Margareth murió al dar a luz. Pero antes de su muerte, le hizo prometer a su madre que cuidaría de la niña, ya que para entonces Georg Schlutterbauer se emborrachaba y era cada vez más violento. Desde ese momento, probablemente surgió un típico conflicto entre suegra y yerno. Los tres niños Schlutterbauer (supuestamente) murieron en la cama por la noche en el mismo año. Solo Anna, que ahora vivía con su abuela, sobrevivió.

## Persecución como bruja
Schlutterbauer comenzó a denigrar a su suegra, que también se había convertido al protestantismo en la Austria mayoritariamente católica, tachándola de bruja. Alegaba que ella no le devolvería a su única hija sobreviviente y que la estaba hechizando. Solo la llevaba a los servicios protestantes y la entrenaba para el diablo. La joven algo deficiente mental, epiléptica y también púber, pues entonces contaba 15 años, no pudo rebatir la sospecha y fue descrita por los entrevistadores como poseída por el diablo. La epilepsia se consideraba un fuerte indicador de esto en ese momento. Bajo la presión del interrogatorio, Anna obviamente mezcló muchas cosas, con los resultados probablemente correspondiendo a las ilusiones de los órganos de interrogación. Dijo que su abuela alimentaba a las serpientes con leche en el granero. Presumiblemente, sin embargo, una serpiente alguna vez encontró su camino hacia la leche que los granjeros a menudo guardaban en el establo para los gatos de la granja. También habló de un hombre alto, negro y peludo que le presentó su abuela. Según los informes, su abuela preguntó: "Annele, ¿lo quieres?". Debe haber sido un pretendiente que tenía el ojo puesto en Anna. El clero la exorcizó tres veces sin aparente mejoría. Después del tercer exorcismo en Viena, se reconoció su debilidad mental y fue llevada al Bürgerspital, donde permaneció por el momento. Pero Schlutterbauer no se dio por vencido. Presionó cada vez más a las autoridades, de modo que a mediados de 1583 Elsa Plainacher fue arrestada y llevada a Viena. Sin embargo, los médicos y sacerdotes vieneses la describieron simplemente como anciana y de mente débil. Se argumentó que también debería ser llevada al Bürgerspital.
Pero entonces apareció en escena el jesuita y predicador Georg Scherer, nacido en Schwaz, en el Tirol. Frente a la catedral de San Esteban pronunció un discurso de odio contra las brujas en general y contra Elsa Plainacher en particular. La multitud emocionada exigió que fuera torturada para forzar una confesión. En el sótano del Malefizspitzbubenhaus en la Rauhensteingasse de Viena, la anciana y enferma Elsa Plainacher fue sometida a terribles torturas tres veces, durante las cuales admitió todo lo que se quería saber de ella. Así que fue condenada a muerte en la hoguera y el 27 de septiembre de 1583 atada a una tabla atada a la cola de un caballo y así arrastrada hasta el lugar de la ejecución, donde fue quemada viva en la hoguera. Sus cenizas fueron esparcidas en el Danubio.
Su nieta Anna fue entregada por parte de los patrocinadores al Barbarastift, un asilo para mujeres seculares, que estaba ubicado en el distrito 1 de Viena, Postgasse. El resto de su vida se desconoce. Georg Scherer murió en 1605 cuando fue golpeado fatalmente en el púlpito por un discurso de odio similar en Linz. Georg Schlutterbauer, quien entregó la granja a su hijo mucho antes de tiempo, terminó su vida como jornalero y residente (subinquilino) en una granja cerca de Texing en la Baja Austria.

## Legado
En Viena-Donaustadt (distrito 22), la calle Elsa-Plainacher-Gasse lleva el nombre de la víctima de la caza de brujas, en Mank la Plainachergasse también conmemora a la víctima.